# جوزيف فيليبس (لاعب دوري الرغبي)
جوزيف فيليبس (بالإنجليزية: Joseph Phillips)‏ هو لاعب دوري الرغبي نيوزيلندي، ولد في 30 ديسمبر 1924، وتوفي في 16 مايو 1969 في لندن في المملكة المتحدة.